# Isostichopus badionotus
Isostichopus badionotus é uma espécie de pepino-do-mar de coloração alaranjada, comuns no Oceano Atlântico, desde o Caribe até estado brasileiro de Santa Catarina, sendo que, geralmente, só é encontrado em pontos específicos das costas.
É uma espécie relativamente grande, com cerca de 45 cm de comprimento.